# Luis Ricardo Falero
Luis Ricardo Falero Công tước xứ Labranzano (1851 - ngày 7 tháng 12 năm 1896), là một họa sĩ người Tây Ban Nha chuyên vẽ tranh về đề tài về phụ nữ khỏa thân với những hình ảnh về các nàng tiên, thần nữ khỏa thân trong các câu chuyện thần thoại, phương Đông, kỳ ảo. Hầu hết các bức tranh của ông vẽ đều có ít nhất một phụ nữ khỏa thân hoặc để ngực trần. Chất liệu của ông là tranh sơn dầu.

## Tiểu sử
Falero được sinh ra ở Toledo Tây Ban Nha. Ban đầu ông theo theo đuổi nghiệp nhà binh trong Hải quân Tây Ban Nha nhưng điều này làm cha mẹ của ông rất buồn và thất vọng, do đó ông đi đến Paris để tìm một hướng mới trong sự nghiệp. Tại đây ông học nghệ thuật, hóa học và cơ khí, và sau đó là học vẽ. Ông là học trò của Gabriel Ferrier. Sau Paris, ông học ở Luân Đôn nơi ông cuối cùng định cư. Falero đã có một sự quan tâm đặc biệt trong thiên văn học và kết hợp các chòm sao thiên thành nhiều tác phẩm của ông, sự quan tâm và kiến thức về thiên văn học của ông cũng đã dẫn đường chỉ lối cho ông làm công việc chuyên minh họa cho các tác phẩm của Camille Flammarion.
Trong năm 1896, cô Maud Harvey kiện Falero về quan hệ cha con giữa ông và đứa con của cô. Vụ kiện cáo buộc rằng chính Falero quyến rũ Harvey khi cô này mới 17 tuổi và phục vụ bữa đầu tiên như một cô giúp việc trong gia đình. Ông đã quan hệ được với cô này nhưng khi ông phát hiện ra cô này có thai, ông liền tìm cách sa thải cô để chối bỏ đứa con. Cô đã thắng kiện và đã được nhận 5 shilling mỗi tuần để nuôi đứa con.
Falero chết tại Bệnh viện Đại học College, Luân Đôn, ở tuổi 45.

## Tác phẩm

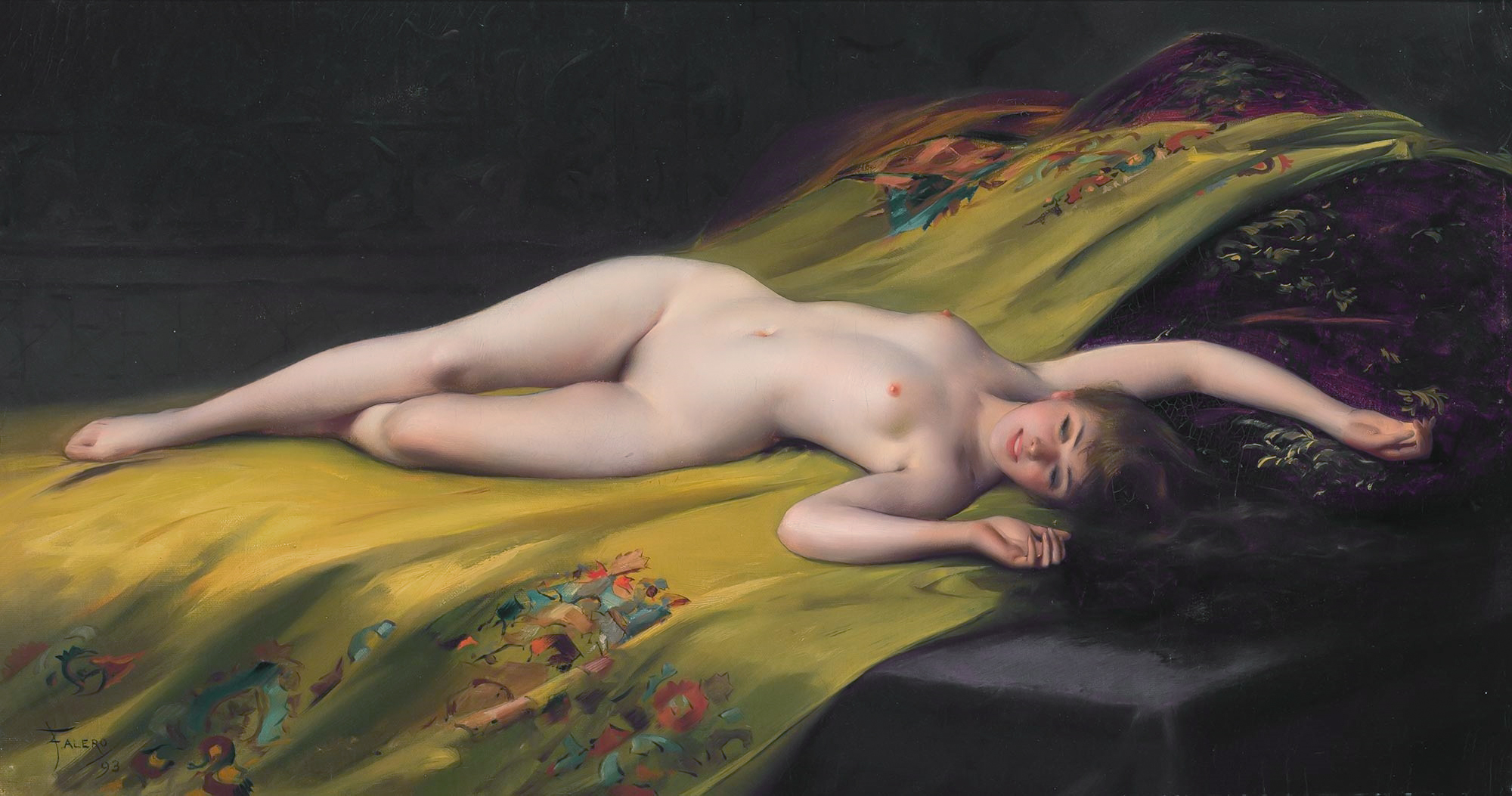
Reclining Nude (1893)
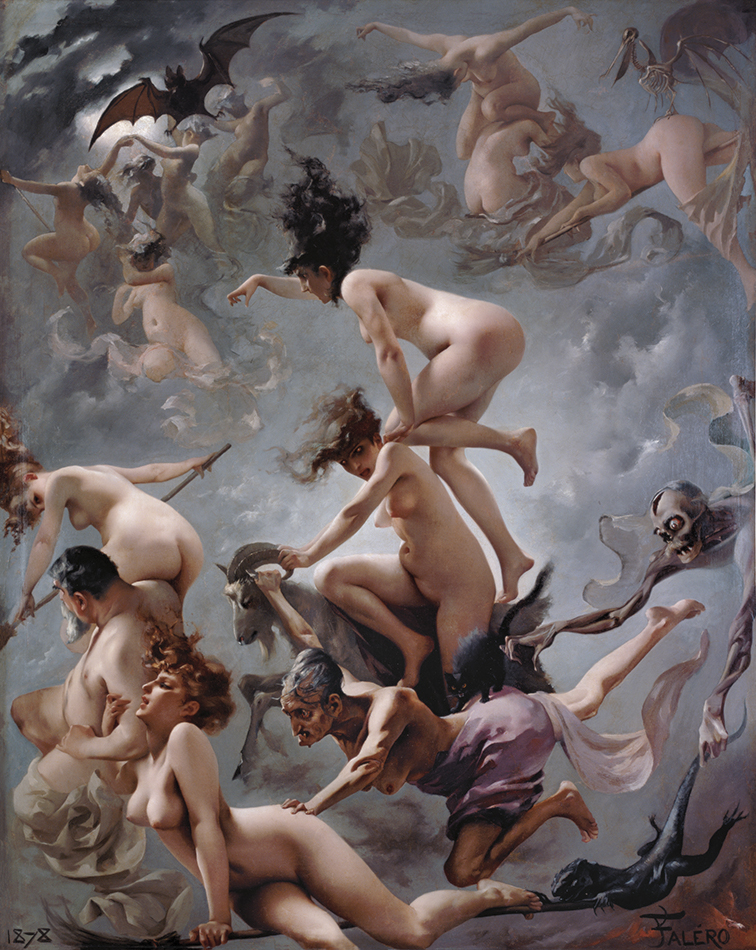
Witches on the Sabbath (1878)
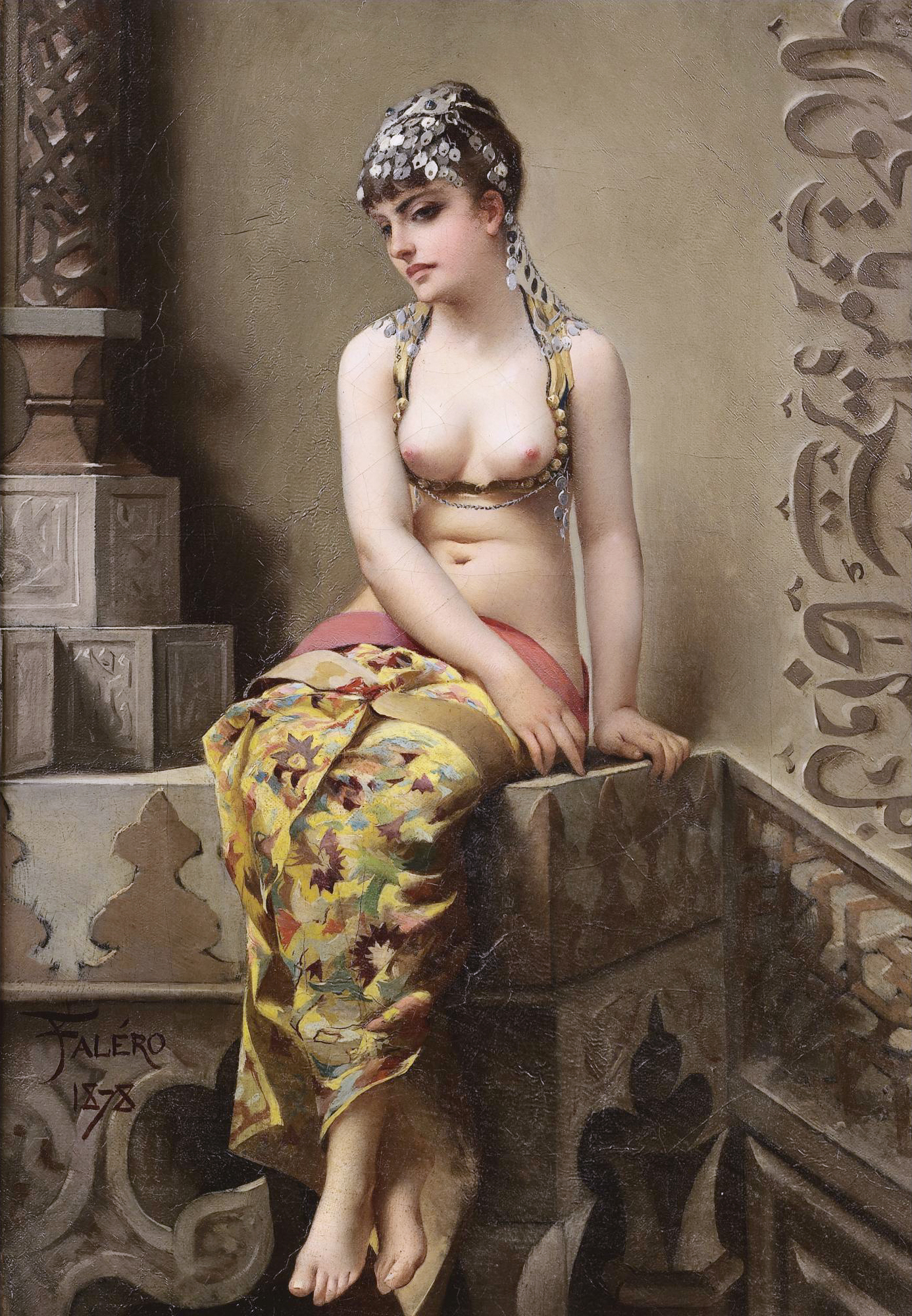
The Enchantress (1878)
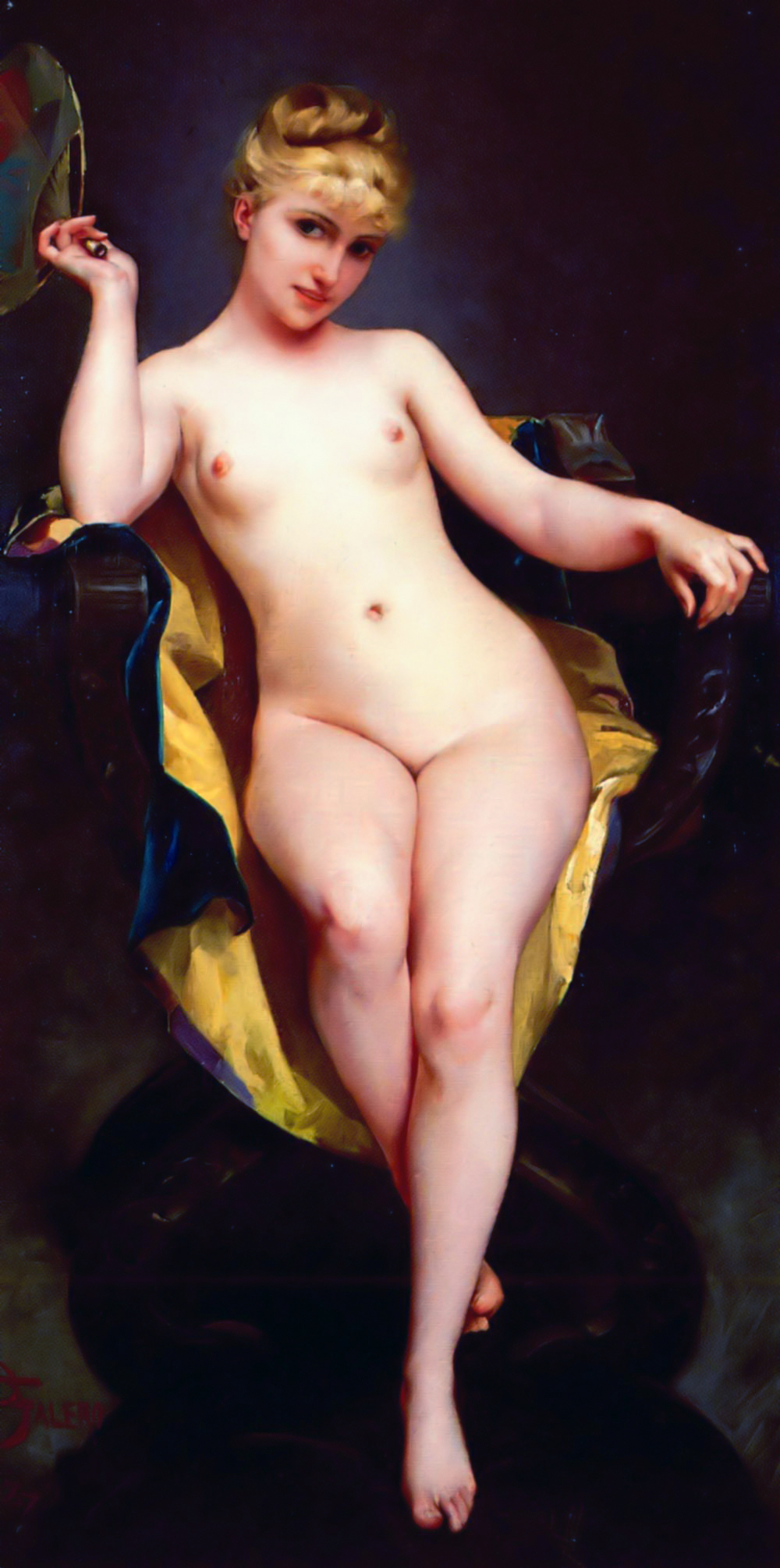
Posing (1879)
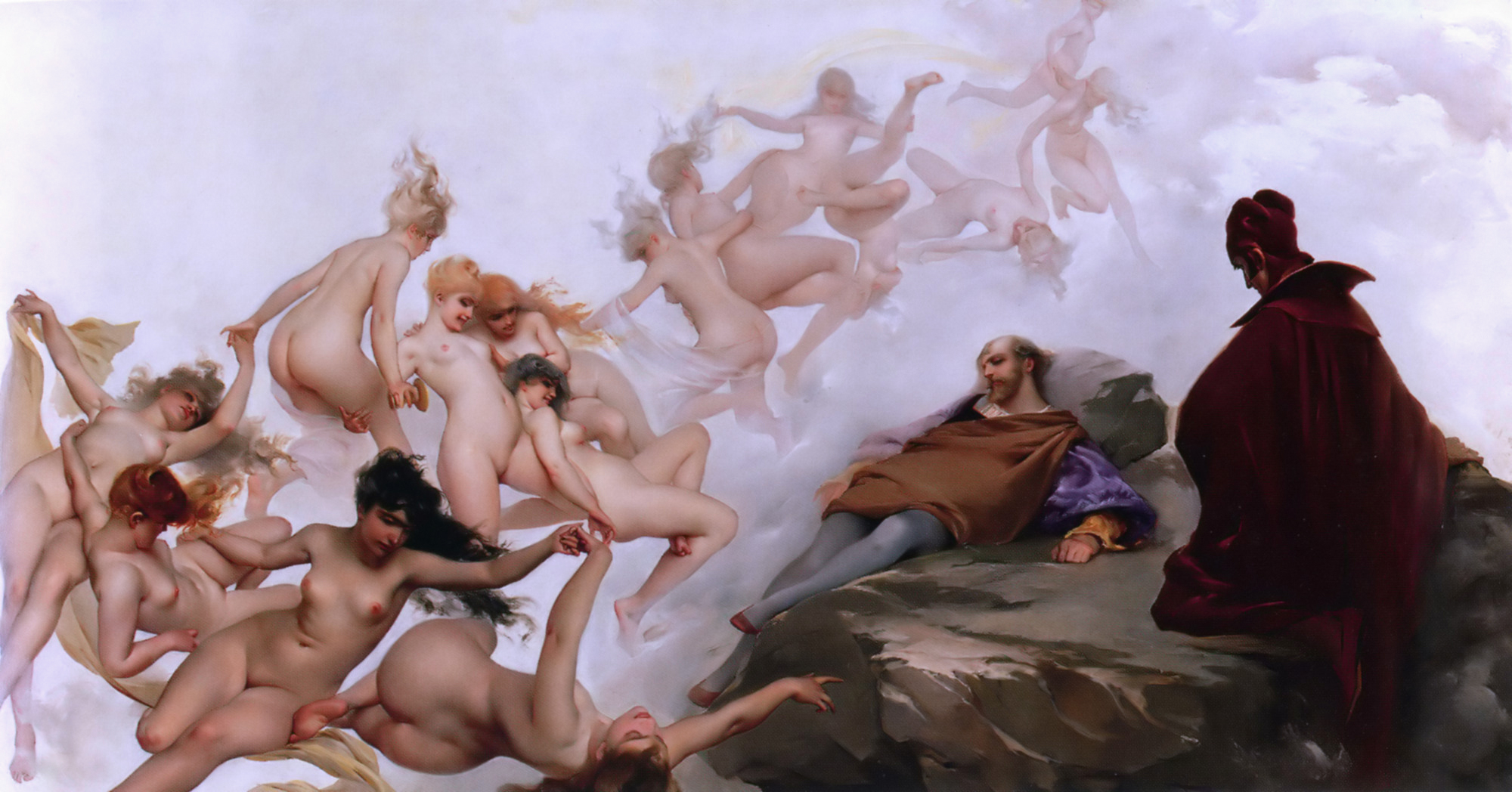
Faust's Dream (1880)
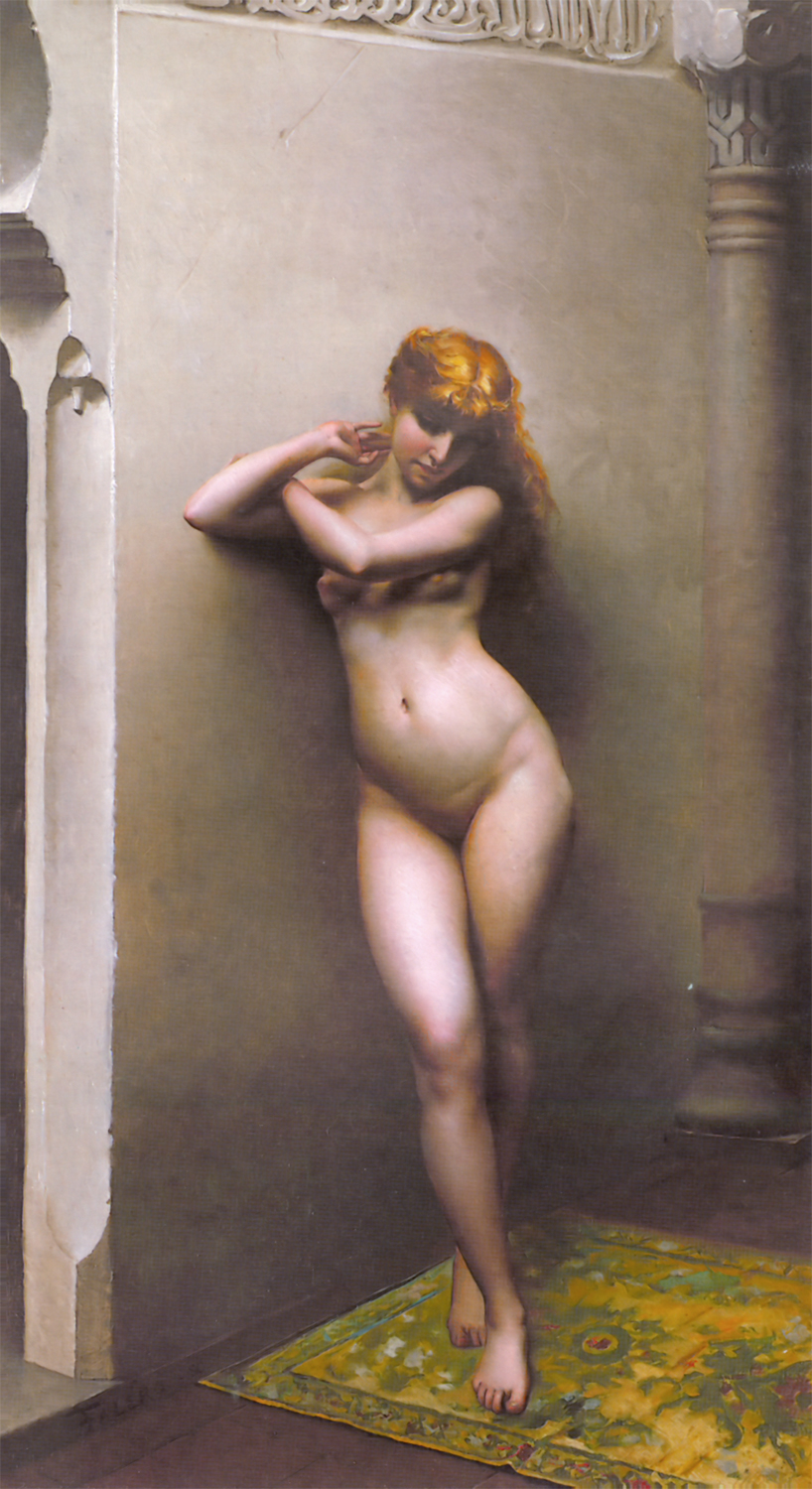
La Favorite (1880)
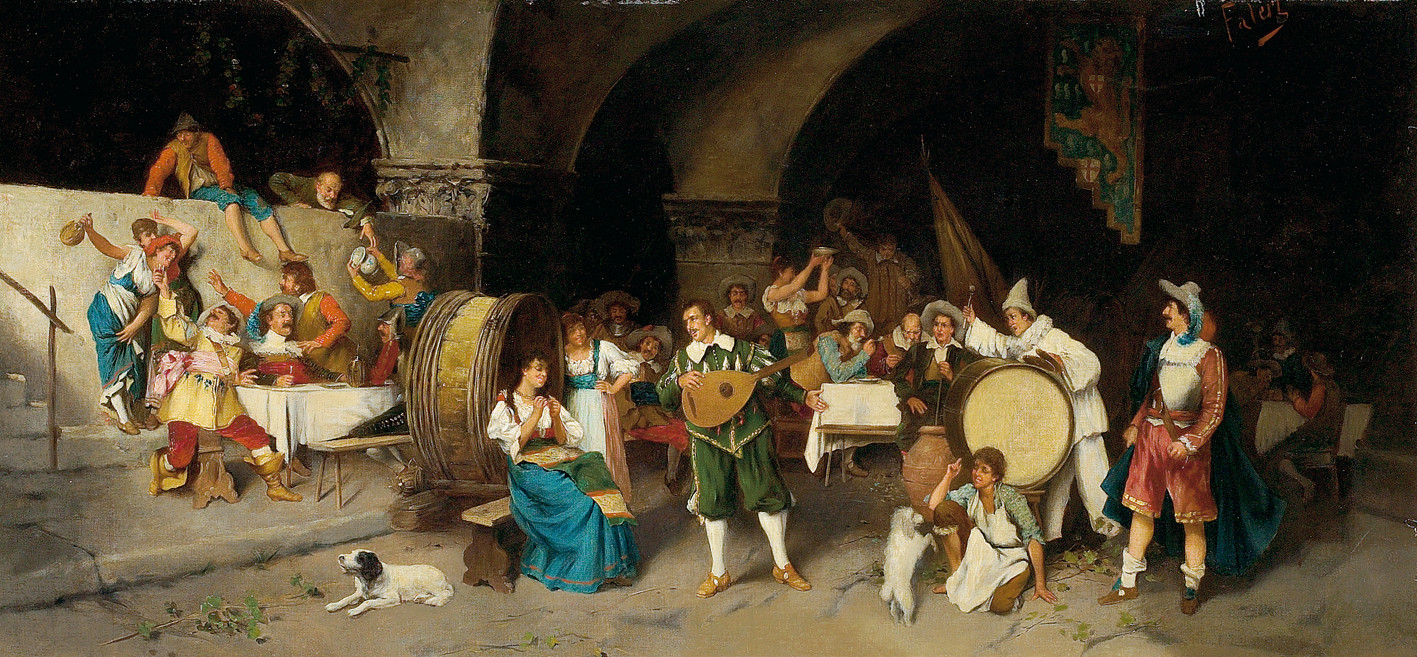
Fiesta in the Tavern (1880)
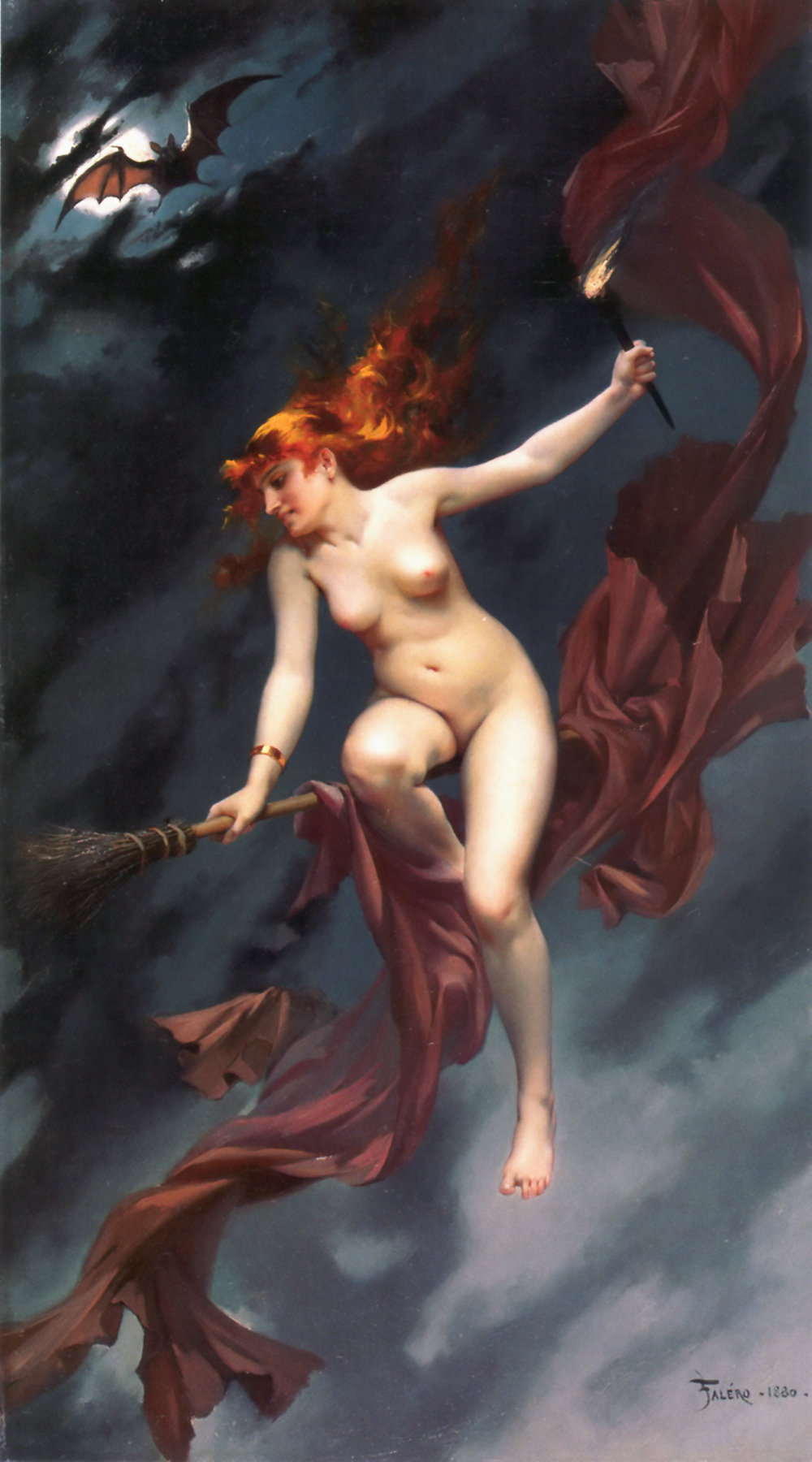
Festival of the Witches (1880)
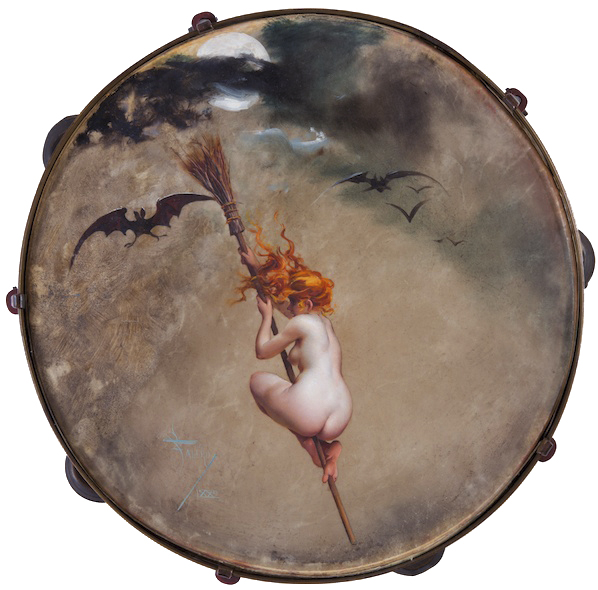
The witch, painted on a tambourine (1882)
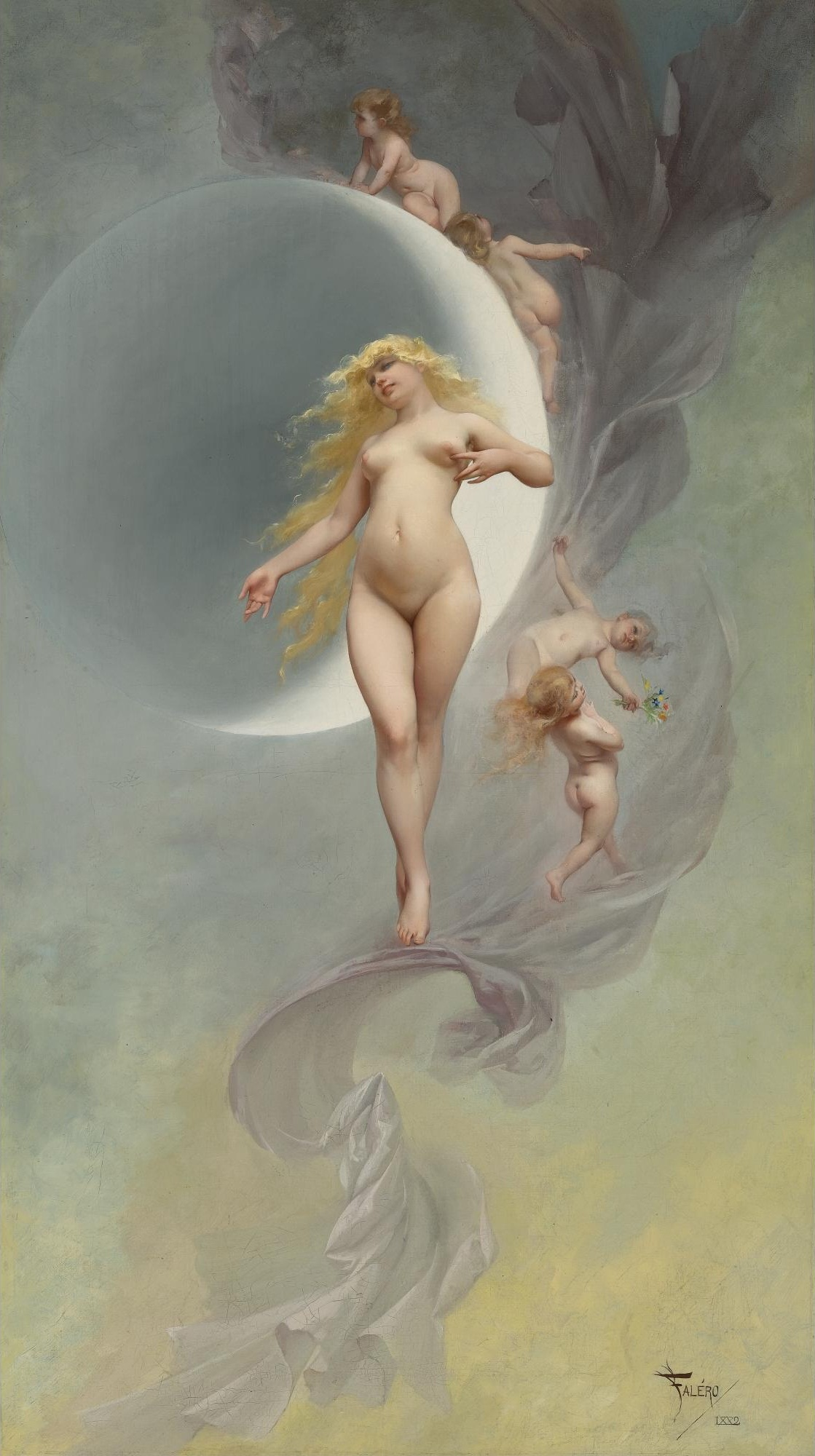
The Planet Venus (1882)
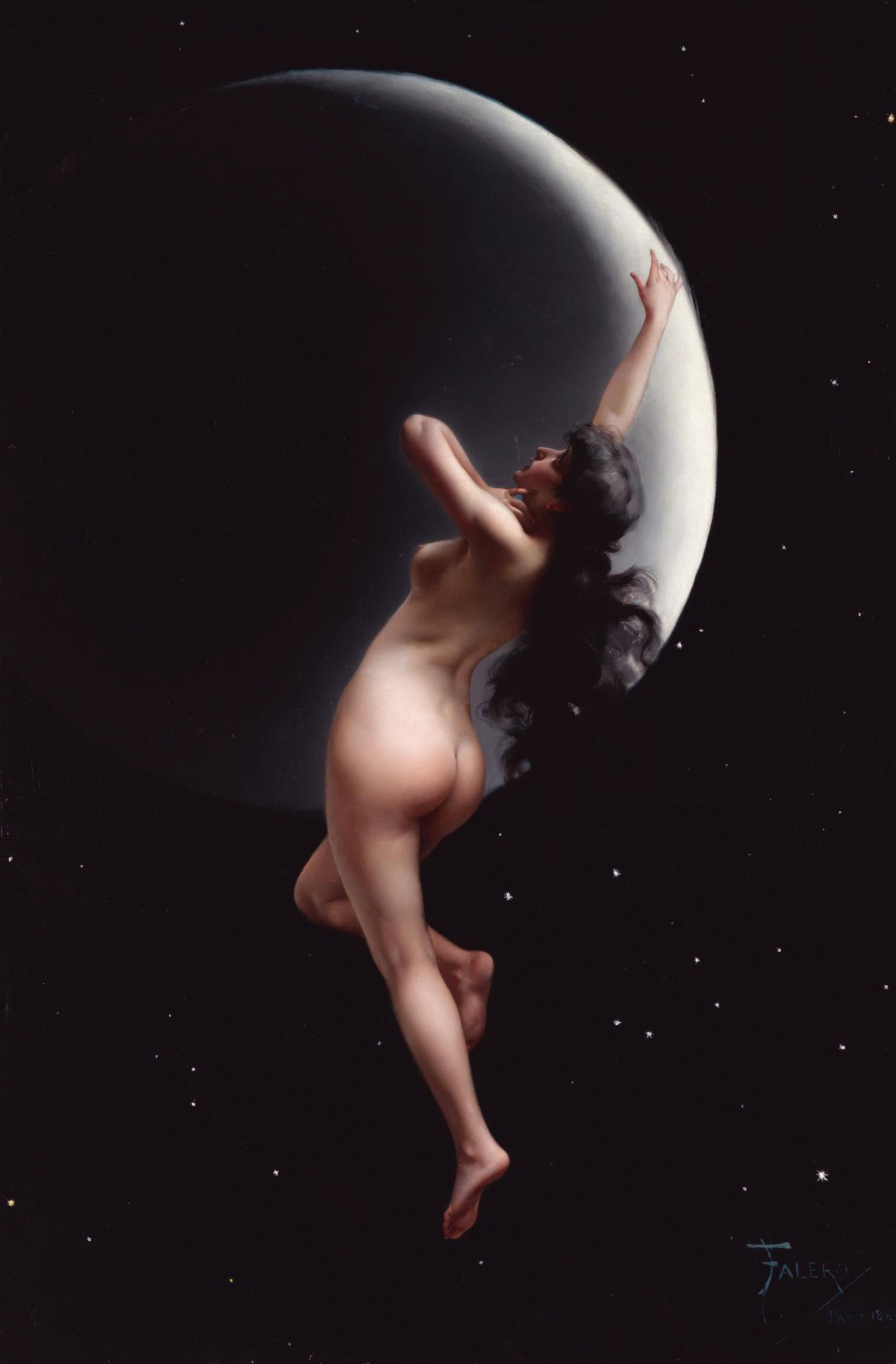
Moon Nymph (1883)
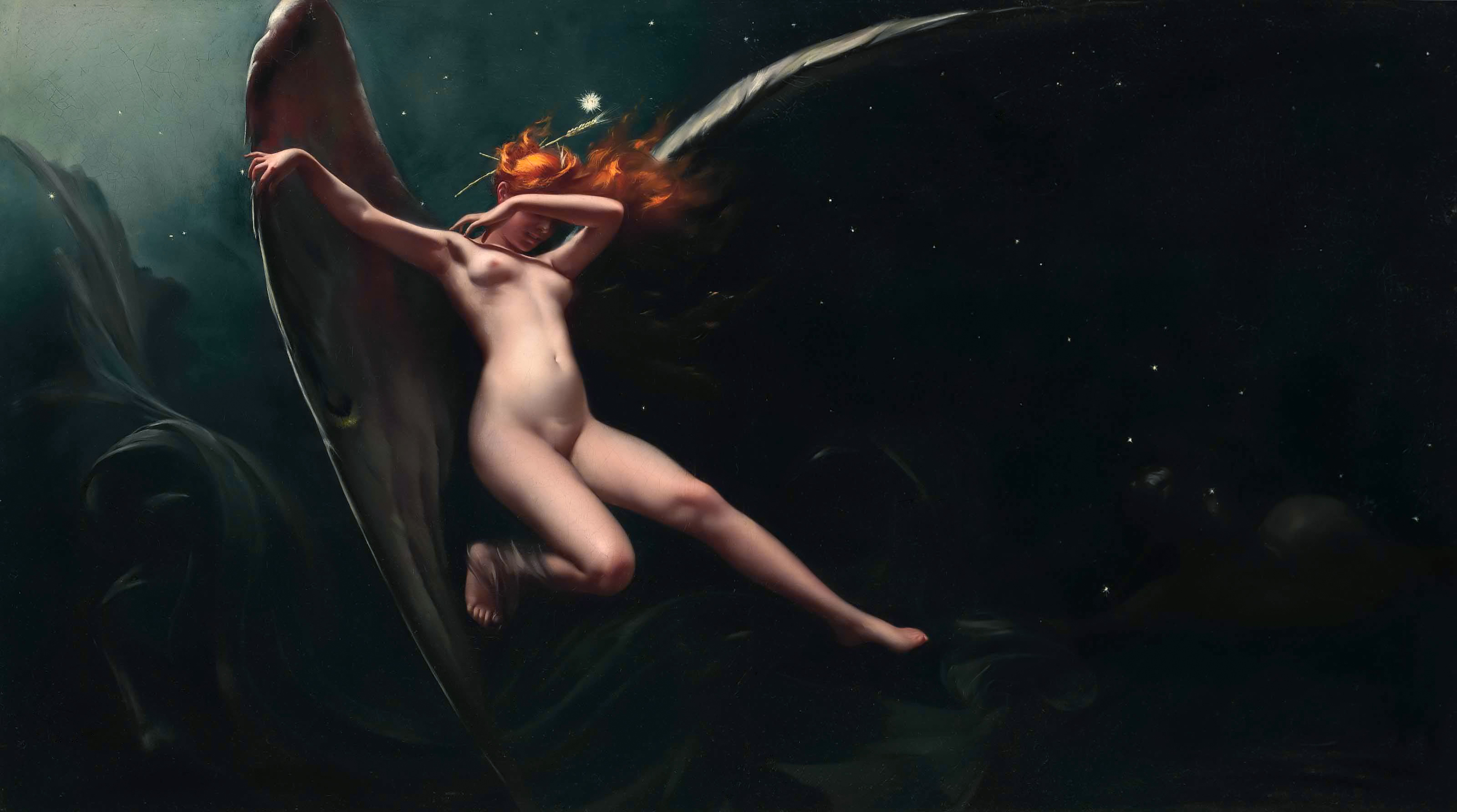
Fairy Under Starry Skies
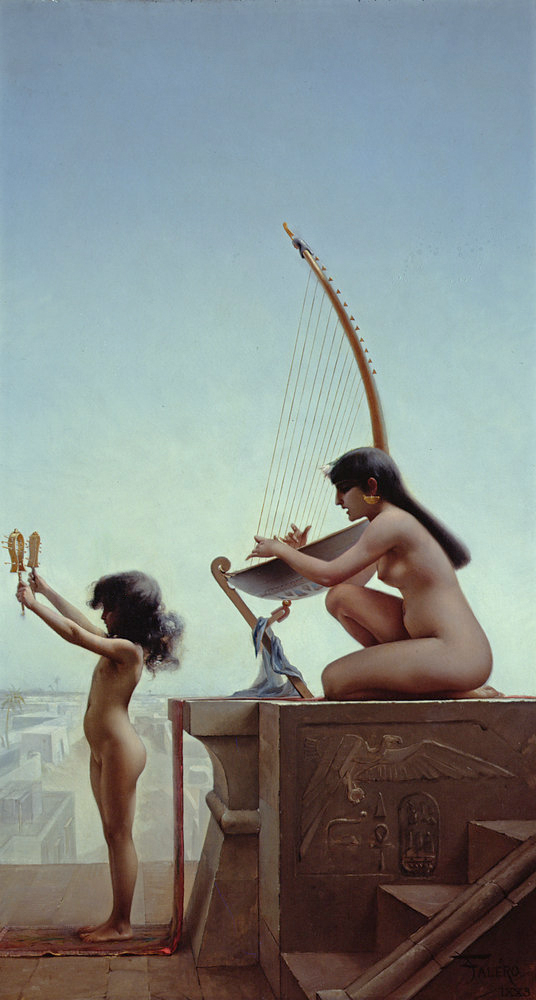
Prayer to Isis (1883)
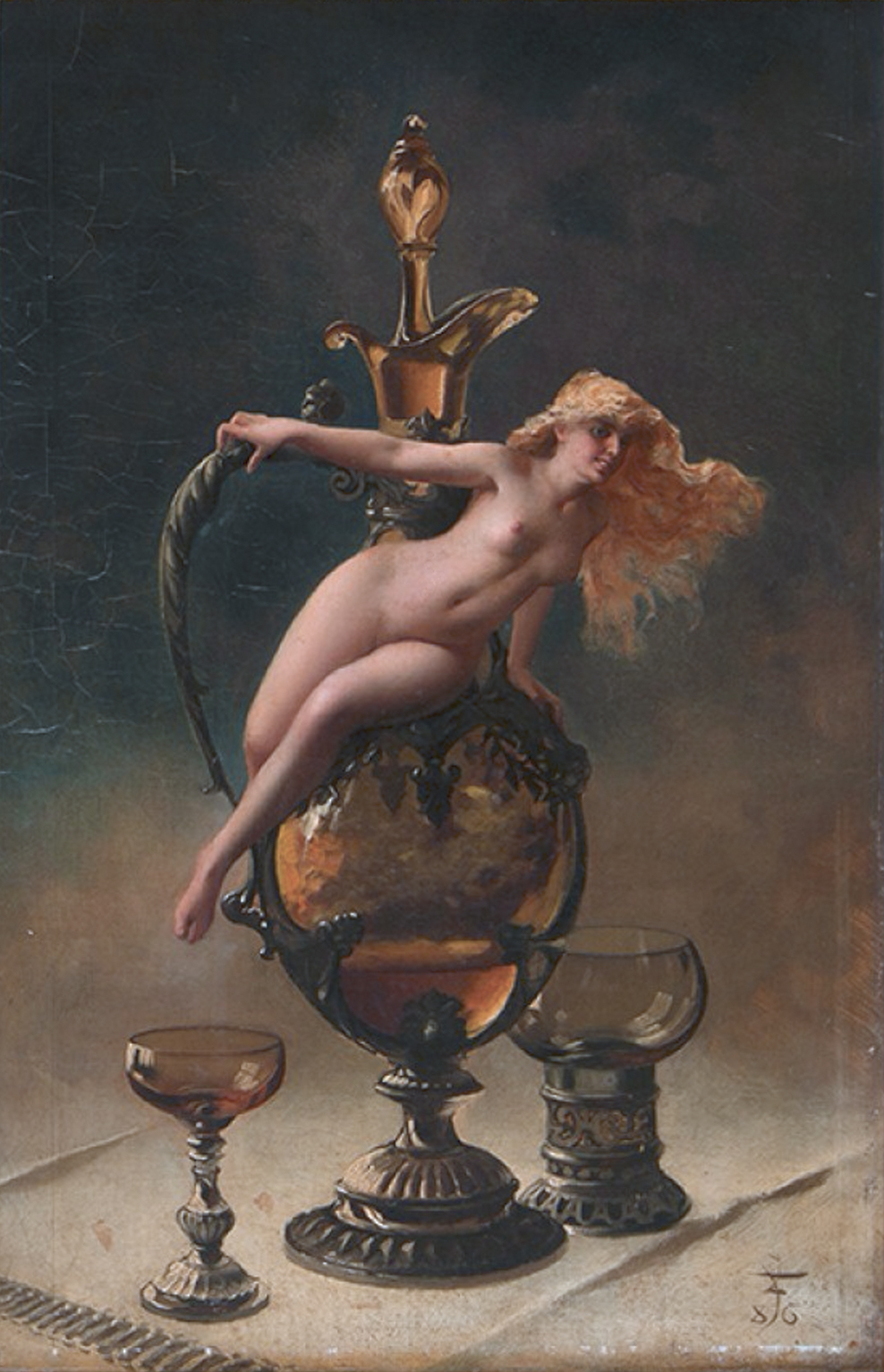
The Wine of Tokay (1886)
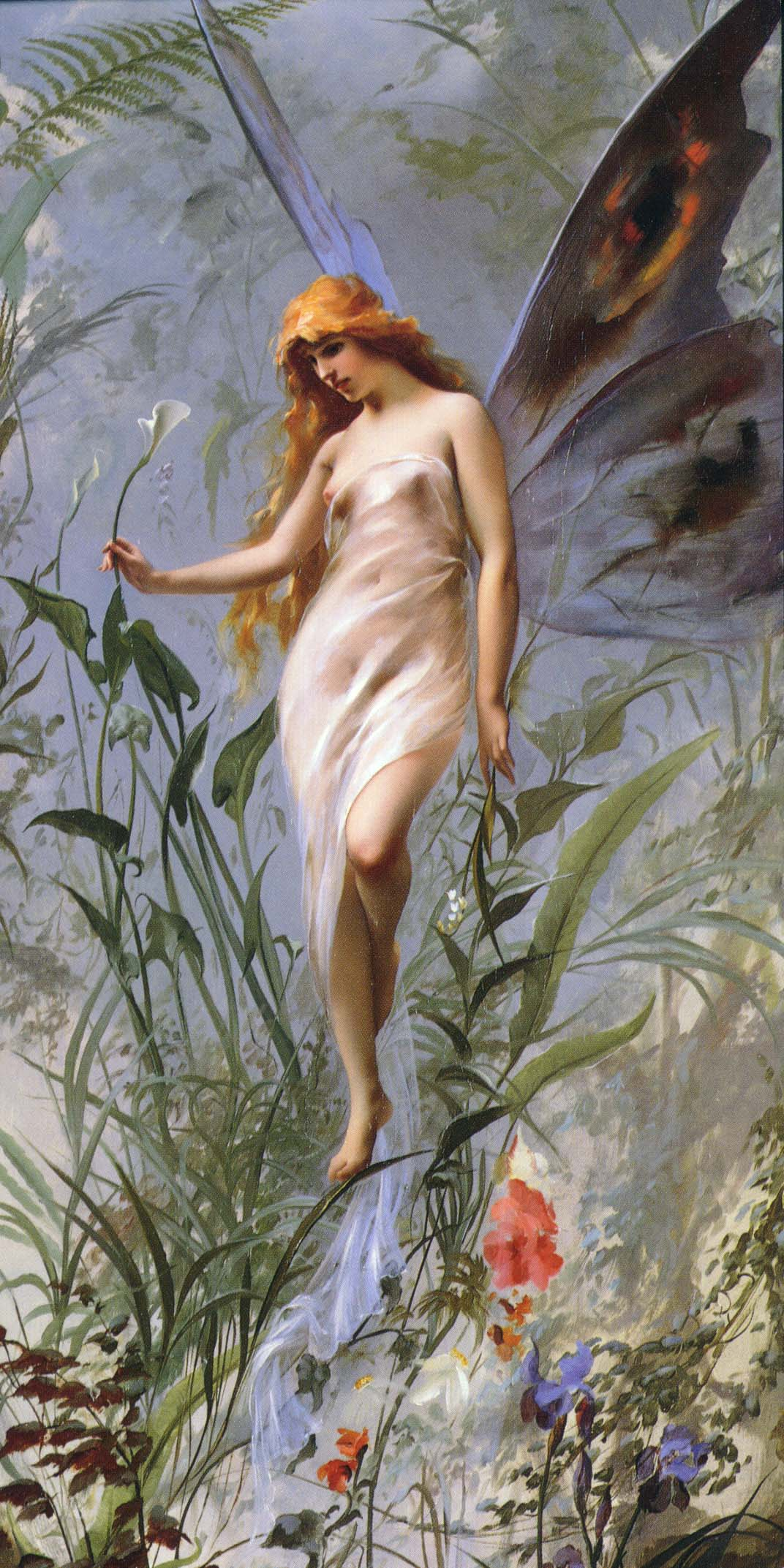
Lily Fairy (1888)
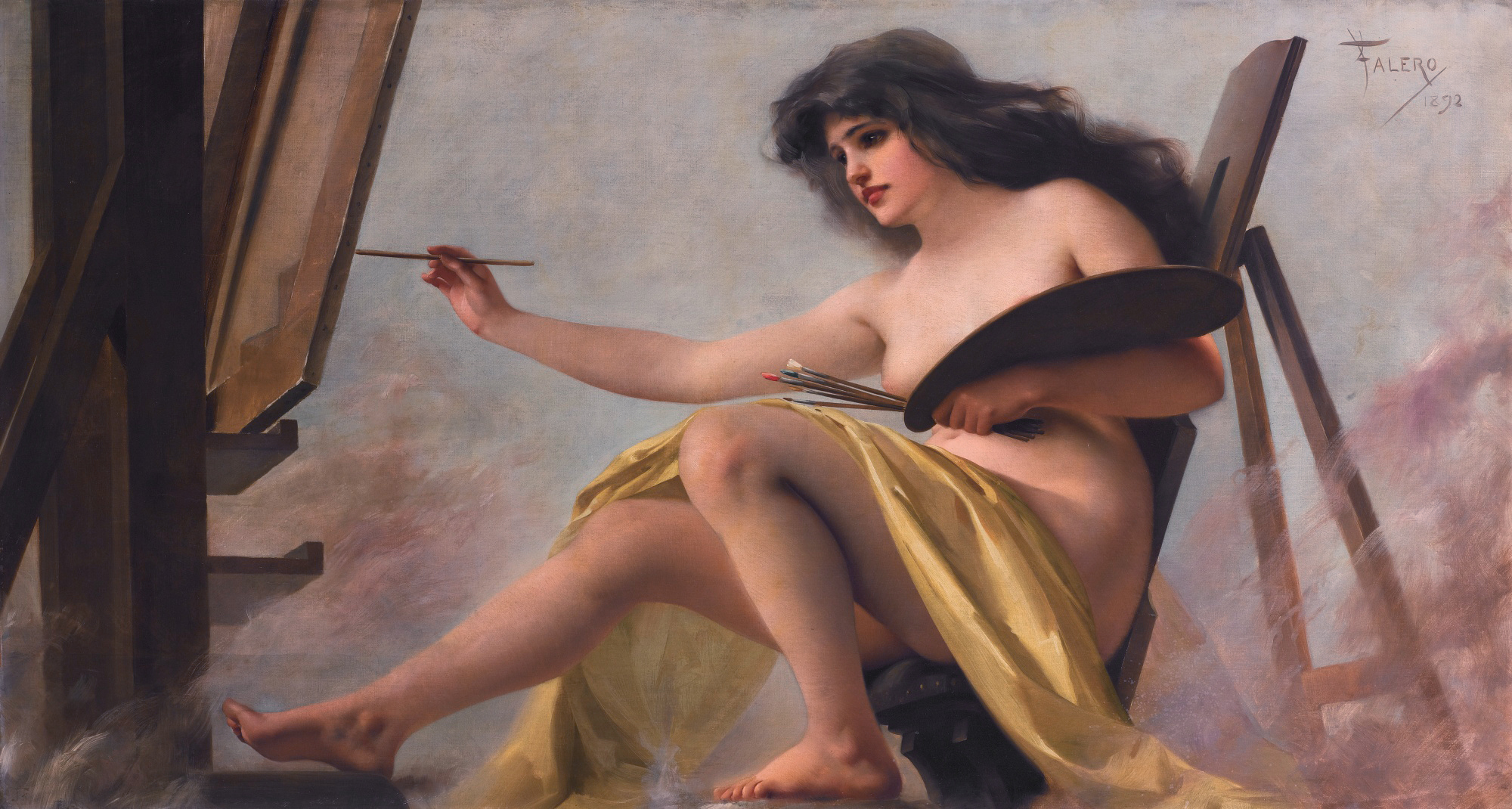
An allegory of art (1892)
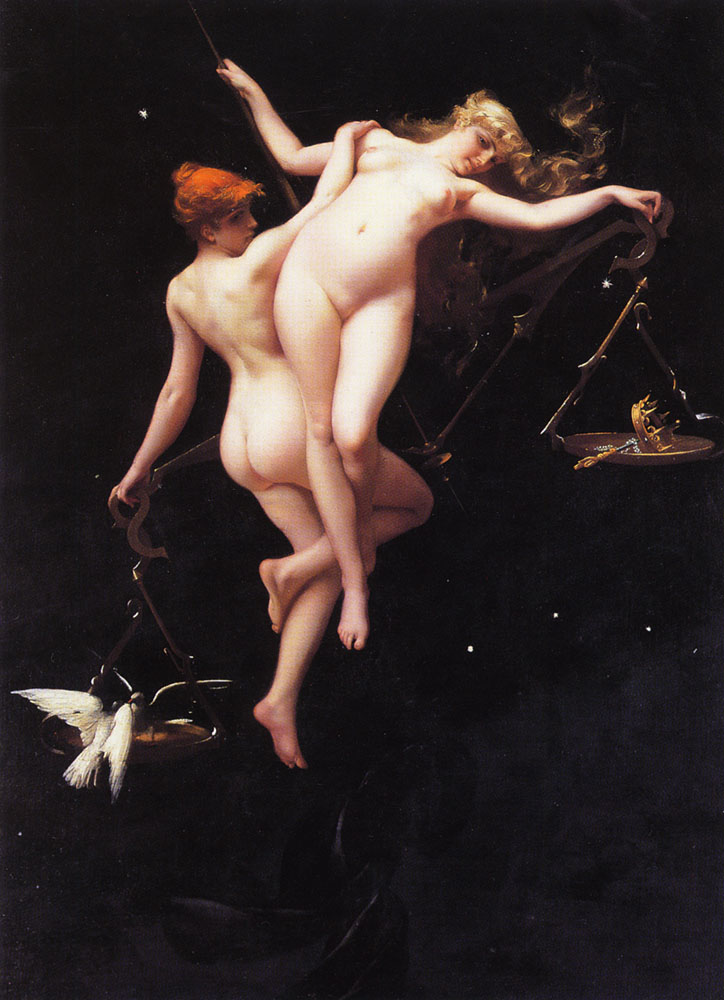
The Balance of the Zodiac
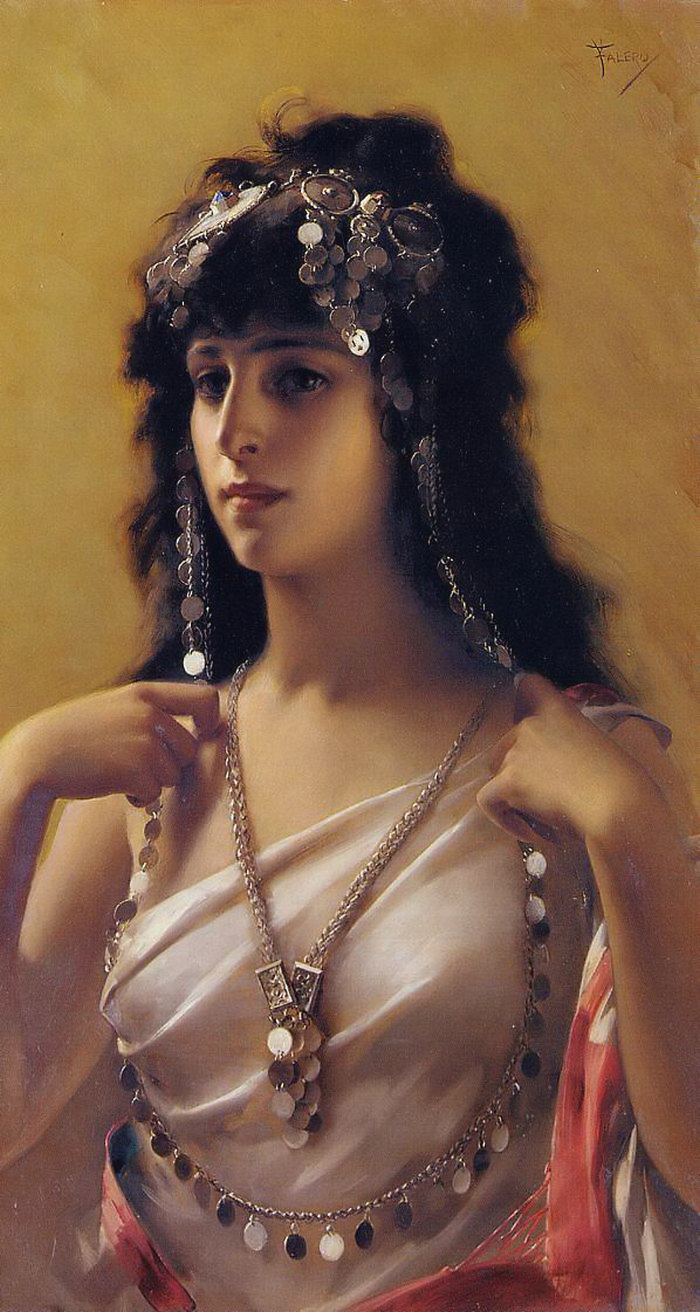
Oriental Beauty
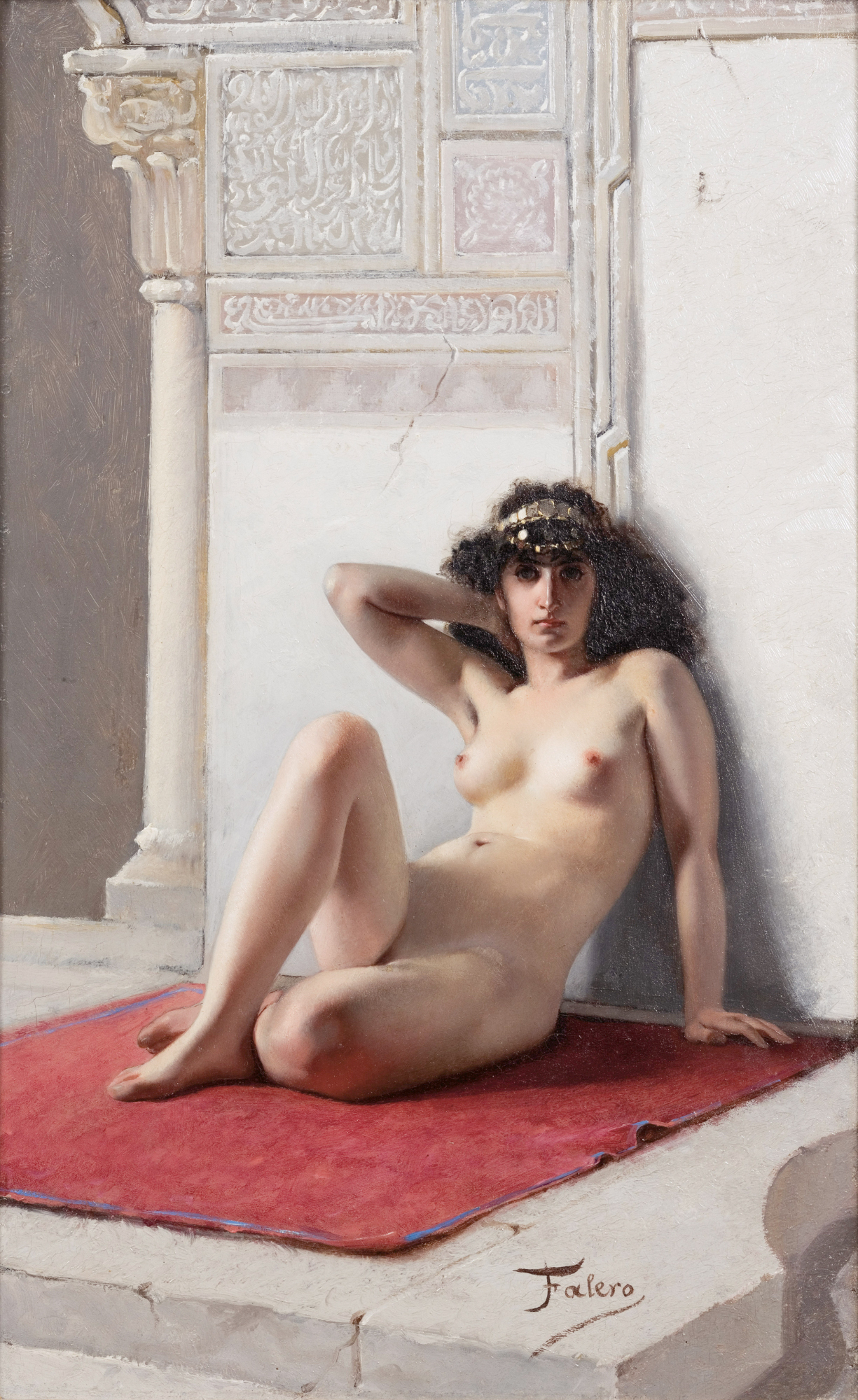
The Favorite